# Andreas Ulmer (Fußballspieler)
Andreas Ulmer (* 30. Oktober 1985 in Linz) ist ein ehemaliger österreichischer Fußballspieler. Sein Vater und sein Onkel waren ebenfalls Fußballspieler; beide spielten viele Jahre beim SK VÖEST Linz.

## Karriere

### Verein
Andreas Ulmer begann seine Karriere bei seinem Heimatverein SK Asten. Von dort wechselte er nach Linz zum BNZ LASK. Mit 14 Jahren wurde er an der Frank-Stronach-Akademie in Hollabrunn aufgenommen, an der er im Jahre 2005 seine Matura machte. In der Saison 2004/05 gab er für den FK Austria Wien sein Debüt in der österreichischen Bundesliga sowie im UEFA-Cup gegen Legia Warschau.
Nach zwei Saisonen in der zweiten Liga mit den Austria Amateuren wechselte er 2008 aufgrund besserer Erfolgsaussichten zur SV Ried, bei der er sich gleich als Stammspieler etablieren konnte und als einer von nur zwei Spielern alle 22 Spiele vor der Winterpause der Saison 2008/09 durchspielte. Sein persönlicher sportlicher Höhepunkt war wohl der 23. September 2008, als Ulmer nach einem Traumsolo über 40 Meter das Goldtor der Rieder zum 1:0-Sieg über SK Rapid Wien erzielte.
Am 28. Jänner 2009 wechselte er zu Red Bull Salzburg und unterschrieb dort einen Vertrag bis 2012. Mitte April 2019 verlängerte er seinen Vertrag vorzeitig bis Sommer 2022. Bereits in seiner ersten Halbsaison bei Red Bull Salzburg wurde er Stammspieler als linker Verteidiger, in der Saison 2009/10 war er in allen Spielen dabei und kam auf 3155 Einsatzminuten. In der Saison 2010/11 erlitt er beim Aufwärmen für ein Champions-League-Qualifikationsspiel eine schwere Verletzung, so dass er erst gegen Ende der Saison wieder eingesetzt werden konnte.
Er ist der erste Spieler in der österreichischen Bundesliga, der in einer Saison mit 36 Runden 37 Ligaspiele absolvierte. Der Grund dafür ist, dass er während des Winters von der SV Ried nach Salzburg wechselte. Da diese im Frühjahr ein Nachtragsspiel aus dem Herbst zu absolvieren hatten und Ulmer auch dort zum Einsatz kam, kam er auf eine Gesamtzahl von 37 absolvierten Ligaspielen in einer Saison.
Nach 582 Pflichtspieleinsätzen verließ Ulmer Salzburg nach der Saison 2023/24. Im folgenden Halbjahr fand er keinen neuen Verein, ein Wechsel zu Bundesliga-Aufsteiger Grazer AK zerschlug sich nach einem Probetraining. Im Februar 2025 beendete Ulmer daraufhin 39-jährig seine Karriere als Aktiver.

### Nationalmannschaft
Kurz nach dem Transfer zu den Salzburgern erfolgte bereits die Einberufung ins österreichische Nationalteam, für das Freundschaftsspiel gegen Schweden. In diesem Spiel kam er am 11. Februar 2009 auch zu seinem Debüt im rot-weiß-roten Nationaldress. Nachdem er ab März 2015 von Marcel Koller nicht mehr berücksichtigt worden war, holte ihn Franco Foda im November 2017 für sein erstes Länderspiel als Nationaltrainer zurück in den Kader. Im Mai 2021 wurde er in den vorläufigen Kader Österreichs für die EM 2021 berufen und schaffte es schlussendlich auch in den endgültigen Kader, mit dem er bis zum Achtelfinale kam. Während des Turniers kam er zu zwei Einsätzen.

## Erfolge
- 14 × Österreichischer Meister: 2006, 2009, 2010, 2012, 2014, 2015, 2016, 2017, 2018, 2019, 2020, 2021, 2022, 2023
- 9 × Österreichischer Cupsieger: 2012, 2014, 2015, 2016, 2017, 2019, 2020, 2021, 2022
- 1 × Meister Regionalliga Ost (3. Leistungsstufe): 2005
- 2024: 28. Bruno-Gala: Auszeichnung mit dem Ehrenpreis[6]